# Малый Кепервеем
Ма́лый Кеперве́ем — река на Дальнем Востоке России. Протекает по территории Билибинского района Чукотского автономного округа. Длина водотока насчитывает 81 км.
Название в переводе с чук. Кэпэрвээмкэй — «малая россомашья река».
Протекает в долине, разделяющей горные системы Кыргонай и Кепервэней, впадает в Малый Анюй справа. Скорость течения составляет 1,2-1.4 м/с.
Притоки (от устья): Дождливый, Иннувеемкай, Выльтутсыкувеемкай, Пастбищный, Нымэйнгкинвеем, Тур.
Вдоль русла реки в среднем течении проходила трасса автозимника Билибино—Алискерово.